# Мехробод (Восейський район)
Курбоншахі́д (тадж. Қурбоншаҳид) — село у складі Хатлонської області Таджикистану. Адміністративний центр Ґулістонського джамоату Восейського району.
Село лежить на річці Кизилсу в місці, де впадає в неї річка Яхсу.
Населення — 8470 осіб (2010; 8460 в 2009).
На території села є пам'ятка середньовічного будівництва — фортеця Хулбук. Древнє городище займає територію 70 га і внесене до списку кандидатів Світової спадщини ЮНЕСКО. В IX—XIII століттях Хулбук був столицею намісників середньоазійських імперій, які володіли регіоном. Її унікальність полягає не лише в багатих археологічних знахідках, а й у збереженому настінному розписі, техніка і мотиви якого використовувались тут ще до приходу сюди ісламу. Донині збереглися лише фортеця IX століття, палац князів Хатлона та деякі археологічні фрагменти старого міста. Ці об'єкти охороняються як історичний заповідник-музей, де зібрана велика колекція речей, знайдених при розкопках городища, і створена картинна галерея сучасного образотворчого мистецтва.
Через село проходить залізниця Кургонтеппа — Кулоб та автошлях Р-23 Ґулістон-Кулоб, тут починається автошлях Р-27 до селища Совет. У селі діє середня школа.